# イ・ヨンホ (1978年生の俳優)
イ・ヨンホ（1978年6月10日 - ）は、韓国の俳優である。檀国（タングク）大学校卒業、演劇映画学士。2YJエンターテイメント所属。
趣味はゲーム、スノーボード、映画・音楽鑑賞。特技は乗馬、水泳。

## 出演作品

### テレビドラマ
- 私の中の天使（KBS）
- 黄金時代（MBC）
- 愛が咲く季節（KBS、青少年ドラマ）
- スタート（KBS、青少年ドラマ）
- 王と妃（1998年 - 2000年、KBS）
- マジ（맏이）（1999年、MBC、朝の連続ドラマ）
- ホジュン 宮廷医官への道（1999年 - 2000年、MBC）
- 太祖王建（テジョワンゴン）（2000年 - 2002年、KBS）
- 大祚榮（テジョヨン）（2006年 - 2007年、KBS）

### 映画
- REC〈レック〉（2000年）ソンウク役[3]

### CM
- ミニジェル
- ＳＫ企業広告
- 農心ラーメン
- 第一財団
- ソウル新聞

## 公演
- 2009年7月4日 パク・スファンディナーショー in ロマネスクリゾート菊南（特別ゲスト出演）
- 2009年11月27日 2YJ 1st Concert in kumamoto